# خليج الذئب 2 (فلم 2013)
خليج الذئب 2 (بالإنجليزية: 2 Wolf Creek) هو فيلم رعب وإثارة تم إنتاجه في أستراليا وصدر سنة 2013، من بطولة جون جارات وريان كور، وهو عبارة عن تكملة للجزء الأول.[بحاجة لمصدر]

## القصة
زوجان من المانيا يقومان بزيارة منطقة شبه صحراوية في أستراليا ويخيّمان فيها، وفي الليل يمر قرب خيمتهما رجل كهل يُدعى (مايك تايلور) فيعرض عنهما المبيت في منزله، فيقومان بالرفض ولكنه يواصل الإلحاح وعندما لاحظ الزوج أن تعابير وجه (مايك) صارت مريبة يطلب من زوجته باللغة الألمانية الاتصال بالشرطة، لكن فجاة يهاجمهم (مايك)، يحاول الزوج مواجهته لكن (مايك) يقتله ويقطع رأسه ثم يحاول اغتصاب الزوجة، لكنّها تهرب منه وتصل إلى الطريق حيث تلتقي بسيارة يقودها شاب بريطاني (بول)، فتركب فيها لكن فجاة يصل (مايك) ببندقية ويطلق النار، فيتجنب (بول) الطلقة لتستقر في راس الزوجة وتقتلها، وعندها يدرك (بول) أنه يتعامل مع سفاح عديم الرحمة، تحصل مطاردة شيقة بين (بول) و(مايك).

## الميزانية والإيرادات
كلف الفيلم ميزانية تقدر بـ 7 مليون دولار أمريكي وحقق أرباحًا تقدر بـ 30 مليون دولار أمريكي.

## وصلات خارجية
- مقالات تستعمل روابط فنية بلا صلة مع ويكي بيانات
- خليج الذئب 2 على IMDB
- خليج الذئب 2 على Rotten Tomatos